# Mores
Mores es una localidad y comune italiana de la provincia de Sassari, región de Cerdeña, con 2.025 habitantes.

## Evolución demográfica
| Gráfica de evolución demográfica de Mores entre 1861 y 2001 |
|                                                             |
| Fuente ISTAT - elaboración gráfica de Wikipedia             |